# Leo Major
Leo Major (New Bedford (Massachusetts), Verenigde Staten, 23 januari 1921 – Longueuil, Canada, 12 oktober 2008) was een Canadese beroepsmilitair. Hij werd benoemd tot ereburger van Zwolle wegens zijn verdiensten voor de stad aan het eind van de Tweede Wereldoorlog. Naar hem is in Zwolle een laan vernoemd, de Leo Majorlaan. 
In de nacht van 13 op 14 april 1945 nam hij een voortrekkersrol in de bevrijding van Zwolle waar hij er de facto verantwoordelijk voor was dat de stad op 14 april 's ochtends niet met artillerievuur beschoten werd. Voor zijn verkenningsactie kreeg hij zijn eerste Distinguished Conduct Medal (DCM). Hij ontving zijn tweede tijdens de Koreaanse Oorlog voor een leidende rol in de verovering van een belangrijke heuvel.

## Bevrijding van Zwolle

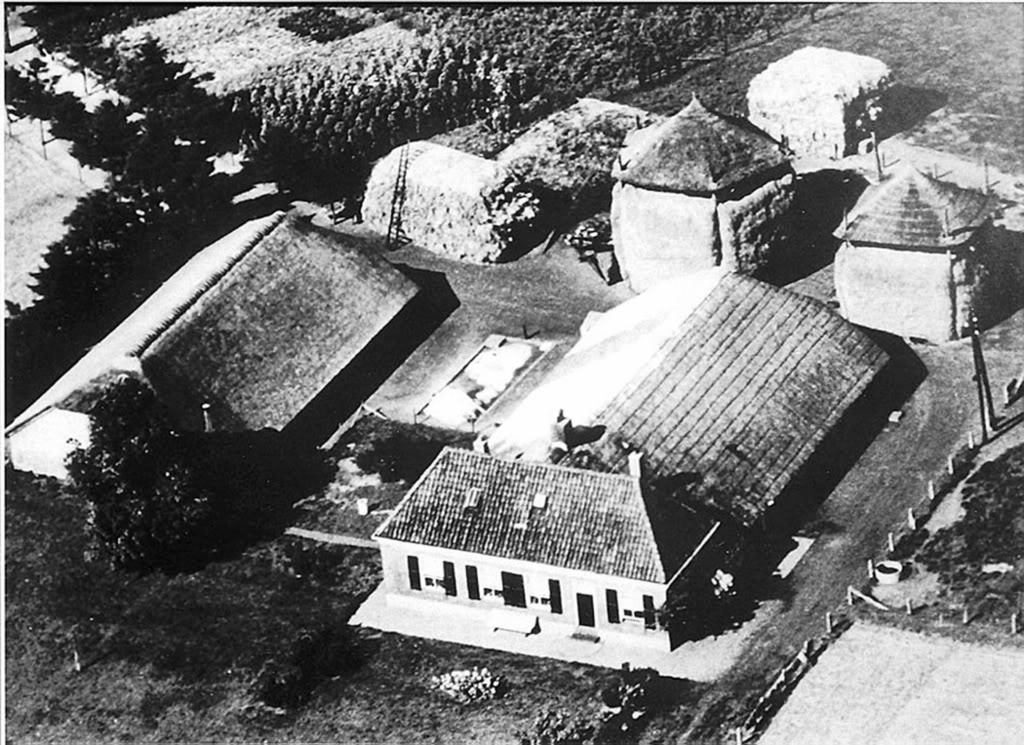
De boerderij van de familie Van Gerner

Begin april 1945 naderde het Régiment de la Chaudière de stad Zwolle. De commandant vroeg om twee vrijwilligers voor een verkenningsmissie om de Duitse aanwezigheid in kaart te brengen, voordat de stad met artillerie beschoten zou worden. Major en zijn beste vriend Welly Arsenault meldden zich aan voor de missie.
Over de Heinoseweg gingen ze te voet richting Zwolle. Onderweg klopten ze aan bij de boerderij van de familie Van Gerner, waar ze de weg vroegen.
Rond middernacht werd Arsenault gedood door Duits vuur bij de spoorwegovergang bij Zalné, waarschijnlijk omdat hij met een geluid hun positie had weggegeven. Major besloot zijn missie alleen voort te zetten richting het treinstation van Zwolle.

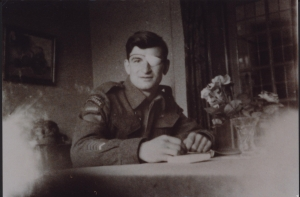
Leo Major op verlof in Nederland.

Zijn verkenningstocht maakte duidelijk dat de Duitsers Zwolle verlaten hadden. Door zijn melding aan zijn superieuren ging de geallieerde artilleriebeschieting niet door. 
Major bracht het lichaam van Arsenault naar de boerderij van Van Gerner, waar versterkingen van zijn regiment het later ophaalden. 

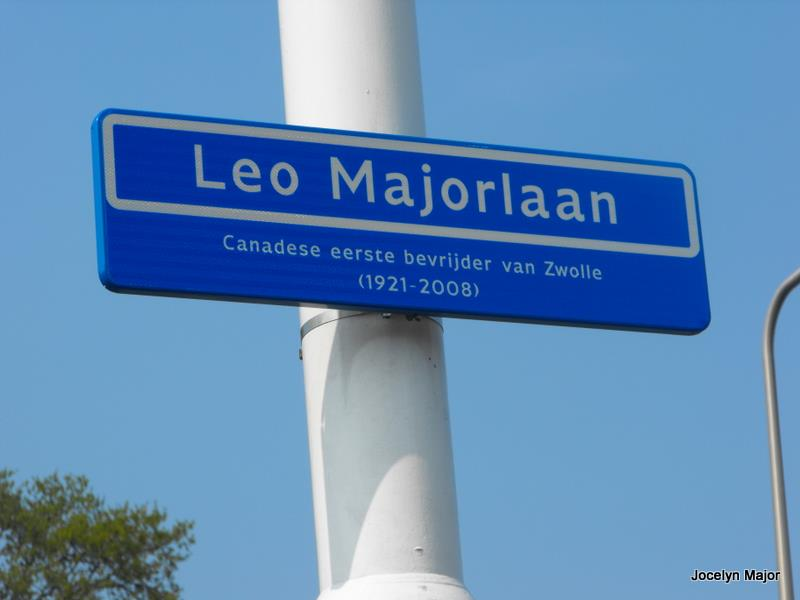
Leo Majorlaan in Zwolle. Een stuk van de Zuidbroeklaan kreeg in 2009 die naam. Major was Zwolle via deze route binnengetrokken.

## Decoraties
- Distinguished Conduct Medal[3] met Gesp[4]
- 1939-1945 Ster
- War Medal 1939-1945
- Frankrijk en Duitsland Ster
- Defensiemedaille
- Medaille voor Vredesmissies van de Verenigde Naties
- Canadian Volunteer Service Medal for Korea
- Canadian Volunteer Service Medal
- Ereburger van de stad Zwolle (Nederland)

## Ereburgerschap
Op 14 april 2005, exact 60 jaar na de bevrijding van Zwolle, werd Major ereburger van de stad. Hij staat bekend als de Canadese eerste bevrijder van Zwolle.

## Overlijden
Leo Major overleed in Longueuil op 12 oktober 2008, na 57 jaar huwelijk met Pauline De Croiselle. Hij liet vier kinderen achter en werd begraven op de Last Post Fund National Field of Honour in Pointe-Claire, Quebec.

## Herdenking
In 2009 is een stuk van de Zuidbroeklaan hernoemd naar Leo Majorlaan. Deze weg loopt haaks op de Wipstrikkerallee, waarlangs Major in 1945 Zwolle introk.
Sinds 2023 besteedt PEC Zwolle tijdens een voetbalwedstrijd aandacht aan de geschiedenis van Leo Major en de bevrijding van de stad Zwolle. Vaak maakt de supportersvereniging een groot spandoek en dragen de spelers een speciaal tenue.
In 2024 en 2025 vond in Zwolle 'De Nacht van Leo Major' plaats, een theatraal programma rondom de bezetting en bevrijding van de stad, in de avond van 13 april. Het evenement werd gehouden in het Academiehuis Grote Kerk midden in het centrum van Zwolle.